# Orphnus crassus
Orphnus crassus är en skalbaggsart som beskrevs av Maurice Pic 1928. Orphnus crassus ingår i släktet Orphnus och familjen Orphnidae. Inga underarter finns listade i Catalogue of Life.